# Towanda (Kansas)
Towanda ist eine Kleinstadt ein paar Kilometer östlich von Wichita im US-Bundesstaat Kansas im Butler County. Das U.S. Census Bureau hat bei der Volkszählung 2020 eine Einwohnerzahl von 1447 ermittelt. Towanda liegt am Whitewater River, einem Nebenfluss des Walnut River.

## Geschichte
Der erste Siedler in der Nähe Towandas war C. L. Chandler. Er suchte damals in der Umgebung um Towanda nach Gold, war aber erfolglos. Im Jahr 1870 baute man einen Handelsposten, 1892 kamen ein Schmied, ein Friseurladen, einen Fleischmarkt, ein Büro für den Doktor, eine Metzgerei, ein Bäcker, eine eigene Zeitung und zwei Hotels hinzu. Am 31. März 1892 um ungefähr 9:30 Uhr zerstörte ein Tornado fast die gesamte Siedlung. Dabei wurden 8 der 300 Bewohner getötet und viele weitere verletzt.

## Söhne und Töchter der Stadt
- Bradley Denton (* 1958), Science-Fiction-Autor